# Garcinia subtilinervis
Garcinia subtilinervis är en tvåhjärtbladig växtart som beskrevs av F. Müll.. Garcinia subtilinervis ingår i släktet Garcinia och familjen Clusiaceae. Inga underarter finns listade i Catalogue of Life.